# Campionatul de fotbal din Belize
Campionatul de fotbal din Belize este o competiție de fotbal din zona CONCACAF.

## Echipele sezonului 2009-2010

### Zona nordică
- Belize Defence Force (Belize City)
- FC Belize (Belize City)
- Nizhee Corozal (Corozal Town)
- San Pedro Bullsharks
- San Pedro Dolphins (Isla Bonita)
- Suga Boys Juventus (Orange Walk Town)

### Zona sudică
- Alliance Scorpions FC
- Georgetown Ibayani
- Hankook Verdes United (San Ignacio Town)
- Ilagulei FC (Dangriga)
- Tafari
- Wagiya (Dangriga)

## Foste campioane

### Campioane interdistricte
- 1969/70 : FC San Joaquín
- 1976/77 : Queens Park Rangers (Stann Creek United)
- 1978/79 : Queens Park Rangers (Stann Creek United)

### Campioane BPFL (1991-97 BSFL, 1997-2003 BFL)
- 1991/92 : La Victoria (Corozal)
- 1992/93 : Acros Caribe (Belize City)
- 1993/94 : La Victoria (Corozal)
- 1994/95 : Acros Crystal (Belize City)
- 1995/96 : Suga Boys Juventus (Orange Walk)
- 1996/97 : Suga Boys Juventus (Orange Walk)
- 1997/98 : Suga Boys Juventus (Orange Walk)
- 1998/99 : Suga Boys Juventus (Orange Walk)
- 1999/00 : Sagitún (Independence)
- 2000/01 : Kulture Yabra FC (Belize City)
- 2001/02 : Kulture Yabra FC (Belize City)

### Turneul FFB "A"
- 2002/03 : New Site Erei (Dangriga)
- 2003/04 : Boca Juniors

### BPFL Challenge Champions Cup
- 2002/03 : Sagitún (Independence)
- 2003 : Kulture Yabra FC (Belize City)
- 2004 : Sagitún (Independence)

### BPFL Reunită
- 2005 : Suga Boys Juventus (Orange Walk)
- 2005/06 : New Site Erei (Dangriga)
- 2006 : New Site Erei (Dangriga)

### Belize PFL
- 2006-07: FC Belize (Belize City)
- 2007: FC Belize (Belize City)
- 2007-08: Hankook Verdes (San Ignacio)
- 2008-09: Ilagulei FC (Dangriga)
- 2009: Nizhee Corozal (Spring season)
- 2009: Belize Defence Force (football team) (Winter season)
- 2010: Belize Defence Force (football team) (Spring season)

## Golgeteri
| Year    | Topscores                | Team                      | Goals |
| ------- | ------------------------ | ------------------------- | ----- |
| 1991-92 | Orlando Pinelo           | San Pedro FC              | 9     |
|         | Francisco Javier Escutia | Acros FC                  | 8     |
|         | Julio Dos Santos         | Kulture Yabra FC          | 6     |
| 1992-93 | Felipe Moreno            | Suga Boys Juventus        | 13    |
|         | Norman Nuñez             | Acros Carib               | 10    |
|         | Sergio Quiñonez          | Real Verdes FC            | 7     |
| 1993-94 | Mario Sikonga            | San Pedro FC              | 11    |
|         | Denmark Casey            | La Victoria FC            | 9     |
|         | Norman Nuñez             | Suga Boys Juventus        | 8     |
| 1994-95 | Orlando Pinelo           | Acros Crystal             | 10    |
|         | Jason Hall               | La Victoria FC            | 6     |
|         | Felipe Moreno            | Suga Boys Juventus        | 6     |
| 1995-96 | Norman Nuñez             | Suga Boys Juventus        | 9     |
|         | Francisco Javier Escutia | Acros FC                  | 7     |
|         | Julio Dos Santos         | Real Verdes FC            | 6     |
| 1996-97 | David McCauley           | FC Corozal                | 14    |
|         | Denmark Casey            | FC Dolphins               | 12    |
|         | Norman Nuñez             | Suga Boys Juventus        | 8     |
| 1997-98 | Christopher Hendricks    | Suga Boys Juventus        | 11    |
|         | Oliver Hendricks         | FC Corozal                | 7     |
|         | Mario Sikonga            | FC Dolphins               | 6     |
| 1998-99 | Oliver Hendricks         | La Victoria Dolphins      | 14    |
|         | Dale Pelayo              | Juventud Benqueña         | 11    |
|         | Bent Burgess             | Sagitun FC                | 9     |
| 1999-00 | Oliver Hendricks         | San Pedro Dolphins        | 11    |
|         | Bent Burgess             | Sagitun FC                | 10    |
|         | Orlando Pinelo           | San Pedro Dolphins        | 10    |
| 2000-01 | Norman Nuñez             | Kulture Yabra FC          | 14    |
|         | Bent Burgess             | Sagitun FC                | 12    |
|         | Robert McCormick         | Kulture Yabra FC          | 7     |
| 2001-02 | Bent Burgess             | Griga United              | 17    |
|         | Andrew "Carter" Brown    | Griga United              | 11    |
|         | Orlando Jimenez          | Real Verdes FC            | 8     |
| 2002-03 | Rudolph Flowers          | Suga Boys Juventus        | 8     |
|         | Bent Burgess             | Sagitun FC                | 6     |
|         | Jair Pereira             | Builders Hardware Bandits | 6     |
| 2003-04 | Kenton Galvez            | Jacintoville United       | 11    |
|         | Norman Nuñez             | Kulture Yabra FC          | 9     |
|         | Andrew "Carter" Brown    | Griga United              | 9     |
| 2005-06 | Deon McCauley            | Kremandala                | 11    |
|         | Andrew "Carter" Brown    | FC Belize                 | 7     |
|         | Mohammed Yussuf          | Griga United              | 6     |
| 2006    | Norman Nuñez             | New Site Erei             | 13    |
|         | Jefferson Da Silva       | Benque Viejo D.C. United  | 9     |
|         | Lennox Castillo          | New Site Erei             | 9     |